# Терру
Терру́ (фр. Terrou) — муніципалітет у Франції, у регіоні Окситанія, департамент Лот. Населення — 174 особи (01.01.2021).
Муніципалітет розташований на відстані близько 460 км на південь від Парижа, 140 км на північ від Тулузи, 60 км на північний схід від Каора.

## Історія
До 2015 року муніципалітет перебував у складі регіону Південь-Піренеї. Від 1 січня 2016 року належить до нового об'єднаного регіону Окситанія.

## Демографія
Динаміка населення (INSEE ):
Розподіл населення за віком та статтю (2006):
| Стать | Всього | До 15 років | 15-24 | 25-44 | 45-64 | 65-85 | Понад 85 |
| --- | ------ | ----------- | ----- | ----- | ----- | ----- | -------- |
| Чоловіки | 82     | 16          | 4     | 31    | 23    | 8     | 0        |
| Жінки | 117    | 23          | 20    | 15    | 35    | 16    | 8        |
| \| Статево-вікова піраміда \| Статево-вікова піраміда \| Статево-вікова піраміда \| \| ----------------------- \| ----------------------- \| ----------------------- \| \| Чоловіки \| Вік \| Жінки \| \| 0 \| 85 + \| 8 \| \| 0 \| 80-84 \| 0 \| \| 8 \| 75-79 \| 8 \| \| 0 \| 70-74 \| 8 \| \| 0 \| 65-69 \| 0 \| \| 0 \| 60-64 \| 0 \| \| 4 \| 55-59 \| 4 \| \| 15 \| 50-54 \| 8 \| \| 4 \| 45-49 \| 23 \| \| 8 \| 40-44 \| 0 \| \| 15 \| 35-39 \| 15 \| \| 4 \| 30-34 \| 0 \| \| 4 \| 25-29 \| 0 \| \| 4 \| 20-24 \| 8 \| \| 0 \| 15-20 \| 12 \| \| 8 \| 10-14 \| 8 \| \| 4 \| 5-9 \| 11 \| \| 4 \| 0-4 \| 4 \| |        |             |       |       |       |       |          |
| Статево-вікова піраміда |        |             |       |       |       |       |          |
| Чоловіки | Вік    | Жінки       |       |       |       |       |          |
| 0 | 85 +   | 8           |       |       |       |       |          |
| 0 | 80-84  | 0           |       |       |       |       |          |
| 8 | 75-79  | 8           |       |       |       |       |          |
| 0 | 70-74  | 8           |       |       |       |       |          |
| 0 | 65-69  | 0           |       |       |       |       |          |
| 0 | 60-64  | 0           |       |       |       |       |          |
| 4 | 55-59  | 4           |       |       |       |       |          |
| 15 | 50-54  | 8           |       |       |       |       |          |
| 4 | 45-49  | 23          |       |       |       |       |          |
| 8 | 40-44  | 0           |       |       |       |       |          |
| 15 | 35-39  | 15          |       |       |       |       |          |
| 4 | 30-34  | 0           |       |       |       |       |          |
| 4 | 25-29  | 0           |       |       |       |       |          |
| 4 | 20-24  | 8           |       |       |       |       |          |
| 0 | 15-20  | 12          |       |       |       |       |          |
| 8 | 10-14  | 8           |       |       |       |       |          |
| 4 | 5-9    | 11          |       |       |       |       |          |
| 4 | 0-4    | 4           |       |       |       |       |          |

## Економіка
2010 року серед 116 осіб працездатного віку (15—64 років) 86 були активними, 30 — неактивними (показник активності 74,1%, у 1999 році було 76,6%). З 86 активних мешканців працювало 77 осіб (41 чоловік та 36 жінок), безробітними було 9 (6 чоловіків та 3 жінки). Серед 30 неактивних 10 осіб було учнями чи студентами, 16 — пенсіонерами, 4 були неактивними з інших причин.

У 2010 році в муніципалітеті числилось 80 оподаткованих домогосподарств, у яких проживали 189,0 особи, медіана доходів виносила 16 433 євро на одного особоспоживача

## Пам'ятки
- Замок святої Тамари 15-18 століть. Історична пам'ятка (з 17 червня 1975 року) 9: фасади і дахи;
- Церква святого Петра (фр. Pierre-ès-Liens);
- Ранньосередньовічне поховання, розкопані Р. Муньє у 1984–1986 роках.